# Кузнецова, Екатерина Олеговна
Екатерина Олеговна Кузнецова (укр. Катерина Олегівна Кузнецова; род. 12 июля 1987, Киев, Украинская ССР) —  украинская актриса театра и кино.

## Биография
Родилась 12 июля 1987 года в Киеве. Отец — футболист, заслуженный мастер спорта Олег Кузнецов, мать — украинская легкоатлетка Алла Борисенко.
Профессионально занималась как вокалистка, около 10 лет пела в киевском хоре «Огонёк». Мечтала стать оперной певицей, но решила поступать в театральный. На принятие решения повлиял спектакль — «Пигмалион» Бернарда Шоу, в котором играют Богдан Бенюк, Анатолий Хостикоев и его жена, Наталья Сумская. В 2009 году окончила Киевский национальный университет театра, кино и телевидения имени И. К. Карпенко-Карого. Сотрудничала с Киевским академическим Молодым театром.
Обучаясь в магистратуре, вела утренние эфиры на Первом национальном. После были съёмки в клипе «Городок» группы «Леприконсы» (2004).
Осенью 2008 года принимала участие в телепроекте украинского телеканала 1+1 «Танцую для тебя!», в котором победила в паре с Муратом Нуделем.
На экране дебютировала в 2006 году, сыграв небольшую роль в украинско-российском телесериале «Дьявол из Орли. Ангел из Орли».
Первый опыт в кино — роль в сериале «Возвращение Мухтара 2», где играла спортсменку. После — сериал «Только любовь». До этого снималась в сериалах «Начать сначала. Марта» (2008 год), «Женщина, не склонная к авантюрам» (2008 год), «Большая разница» (2008 год), «Сердцу не прикажешь» (2007 год), «Дьявол из Орли. Ангел из Орли» (2006 год). «Самый лучший фильм 3D».
В 2012—2014 годы снималась в сериале «Кухня».
29 сентября 2019 года приняла участие в телеигре «Форт Боярд» в команде с Ольгой Бузовой, Александром Бельковичем, Александром Роговым и с Евгением Папунаишвили.
В 2022 году уехала из России, выступив с критикой и осуждением российского военного вторжения на Украину.

## Личная жизнь
С 2012 года встречалась с актёром Евгением Прониным. Пара поженилась летом 2014 года. В марте 2015 года супруги расстались, но развод оформили лишь годом позже.

## Фильмография
- 2005 — Возвращение Мухтара 2 — Эльза
- 2006 — Психопатка — Елена, дочь юбиляра
- 2006 — Дьявол из Орли. Ангел из Орли — Мирей Ормонд
- 2007 — Сердцу не прикажешь — Майя Савельева, дочь поварихи
- 2008 — Большая разница — Полина
- 2008 — Начать сначала. Марта — Светлана Литвинова
- 2008 — Женщина, не склонная к авантюрам — Анжела, подруга Андрея
- 2010 — Только любовь — Алина
- 2010 — Совсем другая жизнь — Галина
- 2011 — Самый лучший фильм 3-ДЭ — Варя, девушка без памяти, сбитая Максом и Саней
- 2011 — Белые розы надежды — Аня, дочь Жени
- 2012—2014 — Кухня — Александра Павловна Бубнова, официантка ресторана Claude Monet
- 2012 — Подари мне воскресенье — Лиза Коломийцева
- 2013 — Торговый центр — Анна Фадеева
- 2013 — Королева бандитов — Полина Поливанова
- 2013 — Залётчики — Бритни
- 2013 — Быстрее, чем кролики — Лена, проститутка/ секретарша (в альтернативной версии)
- 2014 — Чиста вода у истока — Лида Селезнёва
- 2014 — Королева бандитов 2 — Полина Поливанова
- 2014 — Год в Тоскане — Рита
- 2015 — Частное пионерское 2 — Алла Сергеевна, медсестра
- 2015 — Война полов — Юлия
- 2015 — Анка с Молдаванки — Аня Ксенаки
- 2015 — Гастролёры — Ева, племянница мэра, возлюбленная Микаса (8-я серия)
- 2015 — Напарницы — Юлия Соколова
- 2016 — Поездка за счастьем — Катя Игнатьева
- 2016 — Круговорот — Варвара Семёновна Гришина
- 2016 — Экспресс-командировка — Екатерина Игнатьева
- 2017 — Куба — Эрика Одинцова
- 2017 — Отчаянный домохозяин — Марина
- 2017 — Радуга в небе — Мария
- 2018 — Журналюги — Карина
- 2018 — Чужая кровь — Зиночка
- 2018 — Каждому своё — Вероника
- 2018 — Кто ты? — Инга Штефан, психотерапевт
- 2019 — Вокально-криминальный ансамбль — Рита, начинающая певица
- 2019 — Знахарь — Марина Семёнова, девушка, влюблённая в нейрохирурга Павла Андреева
- 2019 — Сумасшедшая свадьба 2 — Наталия Сердюк
- 2019 — Куба 2 — Эрика Одинцова
- 2020 — Тень звезды — Рената
- 2020 — Трейдер — Татьяна
- 2020 — 2021 — Родком — Даша Афанасьева
- 2021 — Крюк — Лада Соколова, врач-кардиолог
- 2021 — Вампиры средней полосы — Анна Петровна Остроумова, вампир-следователь, капитан Смоленского уголовного розыска
- 2021 — Самка богомола — Лиза
- 2024 — Моє Кіно — кондитерша Саша[11]
- 2024 — Поезд в 31 декабря — Тамара Петриненко
- 2025 — Любовь и пламя — Катерина Коваль

### Съёмки в клипах
- «Леприконсы» — «Городок» (2004)
- Дмитрий Маликов — «Два пистолета» (2011)[12]
- OLEYNIK — «Зажигать молодым» (2017)[13]